# Guthy Böske
Guthy Böske (Weiner Györgyné, Siró Györgyné Guttmann Erzsébet) (Budapest, Terézváros, 1901. április 12. – USA, 1959) magyar emigráns újságíró, divatikon. Publikációi megjelentek többek között: Amerikai Magyar Népszava, Szabadság, Pesti Hírlap, Pesti Napló, Budapesti Hírlap, Színházi Élet című kiadványokban.

## Publikációk, divattörténet
A kor egyik legjobban öltözött asszonya volt, valódi divatikon. Egy 1937-es bulvár ezt írta róla: „A Vígszínház szombat esti premierjén a nézőtér egyik szenzációja Guthy Böske kanadai vörösrókakabátja volt. A sok szép ezüstróka és nerz-bunda mellett kiemelkedett a habkönnyű, selyemfényű, fiatalos vörösrókakabát. Örömmel üdvözlünk minden kísérletet, amely a nyugati metropolisok legújabb divathangulatát hozza. Mint megtudtuk, a bundát a Belvárosi Szörmeáruház készítette.”
Közkedvelt témája volt a strandokon való megjelenés ábrázolása. Az 1928-as Színházi Élet című lapban a Párisi elegancia a pesti strandon témáját a Riviérán akkor nyílt első női fürdő leírásával kezdi. A cannes-i vezető cégei kirakataiban megjelentek az első fürdőruhamodellek. Fontos kellékek lettek a strandkabátok, amik hőségben hűsítenek, hidegben melegítenek és a gyorsabb száradást segítik elő. Budapest fürdőváros strandélete hihetetlen népszerű lett. Említést tesz Bethlen Margit grófnőről, Bethlen István miniszterelnök feleségéről, aki jókedvűen bújtatja fejét gumisapkájába, buzdítja társaságát, hogy ne lustálkodjanak és kacagva megy a vízbe. Decens és elegáns fürdőruhát visel, sötétszürke gyapjútrikója, a kivágásnál keskeny piros fekete pánttal. A férfiak főként a fekete dresszt részesítették előnyben. Fényképek illusztrációjával és pillanatképek leírásával is szemlélteti a tudósítást például, ahogy épp egy kecses hölgy ugrik trambulinról a vízbe. A fiatal lányok lelkes strandlátogatásáról is említést tesz, akik szabadidejükben gyakran időznek fürdőzéssel. Állítása szerint a pesti strand az elegancia és szépség birodalma, és egy világvárosban sincs ilyen igényes fürdő.
További cikkeiben a hullámfürdőről ír, az akkori sikkről, ami divattá vált. Olyan, mint az esti mondain vendéglő. Mindenki ott volt, aki csak számítani akart. Budapest megőrült a hullámfürdőért. A királyi hercegnőktől kezdve, az állami férfiak feleségein, a Park Klub, az Országos Kaszinó és színházak sztárjain keresztül egészen a művészekig mindenki együttérzéssel sikongatott, ha jött egy hullám. Egyesek a hullámzásnál is jobban várták a Yokert az asztaloknál. Volt aki így bosszankodott: „A vízben se voltam, mégis elúszott a pénzem!”.  Strand szépeként megjelenik Szacelláry Zsorzsiné hímzett sárga japán kimonójában. Az éjjeli fürdőzés terve is felmerül, mely vélhetőleg helybővítéssel valósulhatna meg.

### Mit hordanak a nők kánikulában?
Nem mást, mint felöltőt. A komplé és a kosztüm kifejezés jelentése felöltő vagy kabát. Állítja, hogy a kánikulát és a felöltőket valahogy mindig össze kell egyeztetni. Ez elsőre meglepő, hisz elsősorban védelmet nyújt a hideg ellen. A magyarázat pedig az hogy a felöltő sohasem olyan testhez simuló és sohasem végig csukott, mint a ruha. Sőt a nyári felöltők legnagyobb része elől teljesen nyitott, még csak szimbólumképpen sem akad rajta gomb és gomblyuk. Viszont az a ruha, melyhez felöltőt viselnek a hölgyek, mindenekelőtt ujjatlan is egyébként is olyan nagyon lenge, hogy alig több, mint egy becsületes kombiné. A felöltő, amely nyitott s szinte csak lebeg a testen, ilyenformán csak takar, de nem melegít.

### Ahol a nők nem viselnek kombinét és sohasem mossák vízzel az arcukat
Ha a Fifth Avenue előkelő ruhaszalonjai, Bergdorf Goodman, B. Altman műtermeiben körültekint valaki, azonnal szembeötlővé válik az a lényeges különbség, amely a kontinens divatját Amerika divatjától elválasztja. A kreációk közül a sikerültebb, sokszor harmincötezerszeres kópiában is elkel a Fifth Avenue előkelő ruhaszalonjaiban. Itt még a legelőkelőbb dámák sem rendelik mérték szerint a ruhát, mindenki ugyanazt a modellt minden méretben, színben készen kaphatja. A New York-i nő már külsőségekben is lényegesen különbözik az európai dámáktól. Itt mindenki sovány. Született jenki lány ritkán több ötven kilónál. Sokan ezt a sós tengeri levegővel magyarázzák, amely állítólag fogyasztólag hat. Hatalmas testi kultúrája van annak, amellyel egy New York-i dáma ápolja magát. Az arcukat sohase mossák vízzel. Ezt náluk a rengeteg különböző készítményű „washing cream” pótolja. Érdekesség, hogy a New Yorktól autón háromórányira fekvő elegáns fürdőhelyen, Atlantic Cityben a hölgyek strandolás közben mennyire vigyáznak arra, hogy le ne süljenek. Az amerikai hölgy sport és fürdőzés közben is az abszolút nőiesség felé törekszik. A magyaroknál olyannyira kedvelt testszínű világos harisnyákat az amerikai dáma nem viseli. A normális harisnyaszín náluk az úgynevezett „mother goose” piszkos zöldes homokszínű harisnya — szerintük — a világos színeknél sokkal előnyösebb lábformát nyújt. A magyaroknál divatba jövő háromszögletű harisnyasarkok ott már idejüket múlták, ismét minden dáma négyszögletű harisnyasarkot visel.

### Az első bál
Arról mint mámoros boldogságról 1929-ben írt szavai visszaidézik, mi minden jut eszébe erről dámáknak, gavalléroknak, hölgyeknek és uraknak; első hosszú szoknyák, illatok és gyönyörű hajnalok, lágy keringők, forró homlokok… mi minden valóban. Vallomásokat idéz híres emberektől az első báljukkal kapcsolatban, többek közt visszaemlékezett Móricz Zsigmond, Farkas Imre (költő), Titkos Ilona, Csathó Kálmán, Rajnai Gábor és Bajor Gizi is.

### Férfidivat
Guthy Böske szerint a férfidivatnak két Mekkája van: London és New York. Konzervatív férfiak a londoni divatot követik, a fiatalok közül azonban sokan behódolnak az amerikai férfidivat meglepetésekkel szolgáló újításainak. Az 1929-es tavaszi londoni divat kialakulását nagyban késleltette az angol király betegsége, amelyre való tekintettel a hivatalos udvari fogadások, délelőtti ünnepélyes kiállítások megnyitása és az ünnepélyes külsőségű versenyek nagy része elmaradt. Az igazán elegáns férfi nem is választ magának minden szezonban új „gardróbot”, legfeljebb a régit újítja fel. A jól öltözködő, elegáns férfi tudja, hogy mi illik legjobban az egyéniségéhez és új ruháját úgy választja meg, hogy az már az első viselésnél szinte beleilleszkedik ruhatárába, nehogy valaki észrevegye, hogy a ruhája vadonatúj. Ez év tavaszán két szín uralkodott: a kék és a szürke. Említést tesz arról is, hogy a kétsoros zakó különösen az év nyarán válik divatossá, de elsősorban magas férfiak számára előnyös. A mellény rendszerint egysorgombos. A nadrágok semmivel sem bővebbek, mint eddig, fontos azonban, hogy a nadrágszára egy kissé takarja a cipőt. Egy jól öltözködő férfi ruhatárának szinte nélkülözhetetlen kelléke a golfruha, a knikebokerral és a mintás pulóverekkel. A divatos inganyag akkoriban a zendalin, amelybe selymes szövésű és az alapszínben saját színű minták vannak szőve, sokszor azonban a minták el is maradhatnak. Az ingeket ismét kabátszerűen készítik, aminek előnye, hogy felvevéskor nem borzolják össze a hajat, hátránya azonban, hogy nem oly melegek, mint a bebújós ingek. Azok számára, akik a férfidivat terén nem a feltétlen konzervativizmus hívei, számos újítással kedveskedik az akkori tavaszi mondain férfidivat.

### Színházi események
Tudósításából kimagaslónak tartja az Operaház Tosca előadását. A címszerepet fr:Claudia Victrix, a párizsi fr:Théâtre national de l'Opéra-Comique tagja énekelte. Victrix Párizsban nemcsak mint kiváló énekesnő, hanem mint a legjobban öltözködő társaságbeli dáma is ismeretes. Toalettjeiről, ékszereiről valóságos legendák keringenek, briliánsai, smaragdjai és gyöngyei még Franciaország amerikai milliárdosokkal zsúfolt tengeri fürdőhelyein is a legnagyobb feltűnést keltik. Az Operaház Tosca előadásával egyidejűleg tartották meg a Magyar Színházban a Diktátor kisasszony premierjét, amelynek divatszenzációja Titkos Ilona ruhái voltak. Ugyanezen estén lépett fel először a Szökik az asszony előadásán Fedák Sári. Fedák minden egyes fellépése a divat szempontjából igen jelentős esemény, ugyanis minden egyes toalettje az ő egyéni ízlését és ötleteit dicséri.

## Életút, szabadidő
Guttmann Jenő (1873–1929) kereskedő és Kaiser Amália (1877–1931) leányaként született. Apai nagyszülei Guttmann Simon és Weinberger Fáni, anyai nagyszülei Kaiser Móric és Agulár Julianna voltak. Emigrációjáról és a hazához való viszonyáról többször is említést tesz. Női szakasz című cikkében (Szabadság) idézi Vértes Marcell művész, festő szavait: „Ha még egyszer a világra jönnék, ott szeretnék élni és meghalni, ahol születtem!”. Szerette szülőföldjét, míg a gyilkos körülmények ki nem égették szívéből a haza iránti szeretetét. Amerikát az emberi szabadság áldott mennyországának, Kanadát pedig a végtelen lehetőségek hazájának élte meg ezek után. A politikát gyűlölte a keserves európai emlékek után, és nem is állt szándékában soha az útvesztőjébe keveredni. Állítása szerint a politika tudomány és adottság; és mindkét qualitás hiányzik őbelőle.
Nagyon szeretett utazni, világot látni. Montréalt Canada Párizsaként emlegeti, ahonnan rövid séta az út a Laurentian-hegyek közé. Szerinte néhány magasabb csúcsot kivéve, a hegyek körülbelül a Mátránkhoz hasonlíthatóak. A két hét alatt, amit ott töltött, alaposan megismerte a Laurentia-beli helyeket, amelyek alkalmasak síelésre nemcsak haladók, hanem kezdők számára is.

## Fordulópont, házasság
Az 1930-as Budapesti Hírlapban közölték házasságát, miszerint Guthy Böske, a Színházi Élet belső munkatársa és Siró György, az Újság belső munkatársa, az Úrvezető felelős szerkesztője házasságot kötöttek. Ez 1930. február 1-jén történt a Terézvárosban. Eljegyzéséről maga is írt egy cikket Isten veled Budapest címen. Így nyilatkozott elindulásáról: „Reggel 9 óra van. Ülök lakásomban, egy leszögelt láda tetején, kinézek az ablakon; a Múzeumkert ködkontyos fái búcsút bólintanak felém. Isten veletek, fák! Isten veled, Múzeumkert! Isten veled, ezüstös budapesti Őszi köd! Isten veled, hűtlen szerelmesem, te gyönyörűséges város, Budapest!”. Visszaidézi ebben az írásában a bergen-belseni koncentrációs tábor nyomorúságos körülményeit, ahová 1945-ben került, zsidó származása miatt. A múzeumi fáknak idézi fel a szomorú és keserves emlékeket. Ezen válságos és gyötrelmes, betegséggel teli időszakban megtanulta: nem a ruha, az új kalap, finom parfümök kellenek ahhoz, hogy egy férfi szíve a nőhöz forduljon. Őszinteség és tiszta érzés ami szükséges ahhoz, hogy a férfi szíve fellobbanjon. Willynek becézte a halálból kiragadó, élete igazi megmentőjét, aki egyben egy új és lehetőségekkel teli élet felé segítette szárnyalni kedvesét.
Guthy Böske kora meghatározó és közkedvelt újságírójaként, divattudósítójaként és a Színházi Élet divatrovat vezetőjeként kiemelkedő szerepet töltött be a divattörténelemben és érdekes, fantáziadús írásai nagy hatással voltak az adott kor társadalmi divatképének alakulására.